# Островна сейшелска жаба
Sooglossus thomasseti е вид земноводно от семейство Sooglossidae. Видът е световно застрашен, със статут Уязвим.

## Разпространение
Разпространен е в Сейшели.